# 42. honvedska pehotna divizija (Avstro-Ogrska)
42. honvedska pehotna divizija (izvirno nemško 42. Honved-Infanterie-Division; hrvaško 42. domobranska pješačka divizija) je bila pehotna divizija avstro-ogrskega Honveda, ki je bila aktivna med prvo svetovno vojno.

## Poveljstvo
Poveljniki (Kommandanten)
- Stephan von Sarkotić: 1912 - oktober 1914[2]
- Johann von Salis-Seewis: oktober 1914 - april 1915[2]
- Karl Stracker: april - maj 1915
- Johann von Salis-Seewis: maj - junij 1915
- Anton Lipošćak: junij 1915 - februar 1916[2]
- Lukas Šnjarić: februar 1916 - marec 1917[3]
- Anton Lipošćak: marec - junij 1917
- Michael Mihaljević: junij 1917 - maj 1918
- Theodor von Soretić: maj - november 1918